# Pipturus velutinus
Pipturus velutinus är en nässelväxtart som beskrevs av H. Winkl.. Pipturus velutinus ingår i släktet Pipturus och familjen nässelväxter. Inga underarter finns listade i Catalogue of Life.